# Asalto al IES Joan Fuster en Barcelona
El 20 de abril de 2015 tuvo lugar un asalto al IES Joan Fuster de Barcelona, Cataluña, España. El ataque fue llevado a cabo por un estudiante de trece años identificado como M.P.C., quien entró armado en el centro educativo a las 9:20 (hora local) y empezó a disparar en una clase con una ballesta con el resultado de un profesor de 35 años fallecido y otros cuatro estudiantes que resultaron heridos.
Dicho alumno fue reducido por su profesor de educación física tras convencerle de que depusiera las armas evitando así una posible masacre. Este asalto fue el primer y único caso de agresión a docentes en España en el que un profesor ha muerto.

## Trasfondo
Según relataron sus compañeros y amigos de cercanos al joven de 13 años, "era un chico retraído que tenía problemas de rendimiento escolar", también añadieron que "disponía de una lista negra" en la que figuraban veinticinco personas (entre profesorado y alumnado), sin embargo no se ha demostrado que exista tal "lista". Otros compañeros argumentaron que llevaba meses hablando del tema, aunque pensaron que se trataba de una "broma macabra".
El ataque ocurrió en el 20 de abril, aniversario de la Masacre de la Escuela Secundaria de Columbine. 

## Reacciones
La Consejera de Enseñanza Irene Rigau declaró que el joven fue ingresado y analizado en el hospital Sant Joan de Deu donde le diagnosticaron un brote psicótico y los heridos fueron trasladados al hospital de Sant Pau donde recibieron el alta. En cuanto al profesor muerto, aproximadamente a las 10:00 horas, el Juzgado de Instrucción Número 24 de Barcelona, en funciones de guardia, autorizó el levantamiento del cadáver, que fue trasladado al Instituto de Medicina Legal de Barcelona por la empresa funeraria Mémora, donde se le practicó autopsia el día 27 de abril. Ante el suceso, la Consejera pidió que no se trivializase con el ataque.
De acuerdo con el Artículo 19 del Código Penal, al ser menor de edad (18 años en España) "no será responsable criminalmente", no obstante, reza que en caso de cometer un delito, podría ser responsable según corresponda a la ley del menor. Sin embargo, al tener menos de 14 años, el joven quedó exento de responsabilidad.